# Mellesia
Mellesia là một chi bọ cánh cứng trong họ Chrysomelidae.
Chi này được miêu tả khoa học năm 1902 bởi Weise.

## Các loài
Các loài trong chi này gồm:
- Mellesia elegans Weise, 1902
- Mellesia gularis Weise, 1912
- Mellesia puncticollis (Weise, 1903)
- Mellesia viridipennis (Laboissiere, 1922)